# Hofstede de Rustenburg
De Hofstede de Rustenburg was een hofstede te Puttershoek, Zuid-Holland, gelegen aan de Rustenburgstraat. De hofstede was lange tijd een goed onderhouden rijksmonument, tot hij op 27 oktober 1997 volledig afbrandde. Na het afbranden van het rijksmonument werd het in 2001 tot de grond toe gesloopt, ondanks de protesten van omwonenden.

## Geschiedenis
De bouw van de hofstede begon in 1639 en was gereed in 1640. De hofstede werd ontworpen door de eerste eigenaar en bewoner Johan van den Steen Emanuelszoon (1585-1664). De hofstede bleef in de familie tot Maria Wilhelmina de Witt, waarna hij werd overgedragen aan de adellijke regentenfamilie Roest van Alkemade. Na een periode van 17 jaar, werd de hofstede overgedragen aan de familie De Kat. Na twee andere eigenaren gehad te hebben krijgt de familie Beelaerts van Emmichoven de hofstede in handen. Na de familie Klapwijk werd de Coöperatieve Suiker Unie in 1969 eigenaar van de hofstede tot de sloop in 2001.

## Eigenaren
- 1635-1669 J. van den Steen Emanuelsz.
- 1669-1675 J. van den Steen Johansz.
- 1675-1682 M. van Rhijn
- 1682-1700 M. van Slingelandt
- 1700-1709 J. van den Steen Emanuelsz.
- 1709-1732 M.J. van den Steen
- 1732-1768 J.J.F. van Heijdenrijck & J. de Witt
- 1768-1783 M.W. de Witt
- 1783-1800 J. Roest van Alkemade
- 1800-1830 O. de Kat
- 1830-1880 B. de Kat, J. de Kat & M. de Kat
- 1880-1890 W.A.E. ’t Hooft
- 1890-1914 A.J. Mispelblom Beijer
- 1914-1924 A.C.S. Beelaerts van Emmichoven
- 1924-1959 J.H.W.E. Beelaerts van Emmichoven
- 1959-1966 F. Klapwijk
- 1966-1969 J.M. Klapwijk-Paul
- 1969-2001 Coöperatieve Suiker Unie